# Phyllastrephus scandens
El bulbul colirrojizo (Phyllastrephus scandens) es una especie de ave paseriforme de la familia Pycnonotidae propia de África central y occidental.

## Taxonomía
El bulbul colirrojizo fue descrito científicamente por el ornitólogo británico William Swainson en 1837, dentro del género Phyllastrephus. Posteriormente fue trasladado brevemene al género Pyrrhurus, para volver a clasificarse de nuevo en Phyllastrephus en 2007. 
Se reconocen dos subespecies:
- P. s. scandens - Swainson, 1837: se encuentra desde Gambia y Senegal hasta el norte de Camerún;
- P. s. orientalis - (Hartlaub, 1883): se extiende por África central, desde el norte de Camerún hasta Sudán del Sur, el interior de Uganda, el oeste de Tanzania y el sur de la República Democrática del Congo.

## Distribución y hábitat
El bulbul colirrojizo se encuentra en los bosques tropicales y sabanas húmedas de África occidental y central.